# Альдолаза
Альдолаза, также фруктозобисфосфат-(фруктозодифосфат)-альдолаза, реже альдолаза А — фермент (КФ 4.1.2.13) из семейства альдолазы (класс лиазы), катализирующий реакцию негидролитического расщепления связей C-С (ретроальдольная конденсация) в молекуле фруктозо-1,6-дифосфата, в результате которой образуются дигидроксиацетонфосфат и глицеральдегид-3-фосфат в процессе гликолиза, а также обратную реакцию альдольной конденсации, происходящей в глюконеогенезе, по схеме:
Фермент играет важнейшую роль в энергетическом обмене.
У человека альдолаза А кодируется геном ALDOA, который локализован на коротком плече (p-плече) 16-й хромосомы. У альдолазы имеется несколько изоферментов, помимо А это альдолаза B и С, которые отличаются локализацией экспрессии в тканях и органах и субстратной специфичностью. Альдолаза А экспрессируется в основном мышцах и эритроцитах, альдолаза B  — в печени и почках, а альдолаза C — в гиппокампе и клетках Пуркинье головного мозга. Субстратная специфичность альдолазы В такова, что она примерно в одинаковом соотношении способна катализировать расщепление и конденсацию молекул, как фруктозо-1,6-бисфосфата, так и фруктозо-1-фосфата (до глицеральдегида и дигидроксиацетонфосфата), в то же время альдолазы A и C, предпочитают первый субстрат (фруктозо-1,6-бисфосфат). Такая субстратная специфичность альдолазы B обусловлена тем, что имеются небольшие различия в структуре фермента, а также она закодирована другим геном (ALDOB, 9-хромосома). Альдолаза C закодирована геном ALDOC, который расположен на длинном плече (q-плече) 17-й хромосомы.

## Клиническое значение
Активность альдолазы в крови служит дополнительным диагностическим признаком ряда заболеваний. В ткани злокачественных опухолей фермент в несколько раз активнее, чем в не изменённых тканях, в эритроцитах активность фермента в 100 раз выше, чем в сыворотке крови, гемолиз существенно искажает результаты анализа. Генетически обусловленная неполноценность этого фермента является причиной наследственной непереносимости фруктозы. При ряде заболеваний (прогрессирующая мышечная дистрофия, инфаркт миокарда, активный ревматизм, рак, поражения печени и др.) активность альдолазы в крови повышается, причем тем значительнее, чем тяжелее протекает болезнь.

## Определение
В качестве унифицированного метода определения альдолазы в СССР принят метод Товарницкого — Валуйской, основанный на том, что продукты расщепления фруктозо-1,6-фосфата альдолазой при реакции с 2,4-динитрофенилгидразином образуют гидразоны, окрашенные в щелочной среде. Интенсивность окраски пропорциональна активности фермента.
В норме в сыворотке крови активность данного фермента составляет от 0,0038 до 0,02 (в среднем 0,012) мкмоль фруктозо-1,6-дифосфата, превращённого ферментом, содержащимся в 1 мл сыворотки крови, за 1 мин при 37°.